# Зламане життя
«Зламане життя» (англ. Broken Lives) — американська короткометражна драма 1914 року з Ірвінгом Каммінгсом в головній ролі.

## У ролях
- Ірвінг Каммінгс — Джордж Девіс
- Перл Сінделер — місіс Джордж Емері
- Гарріш Інгрем — Пол Герцог
- Даллас Тайлер — місіс Пол Герцог